# Miswak

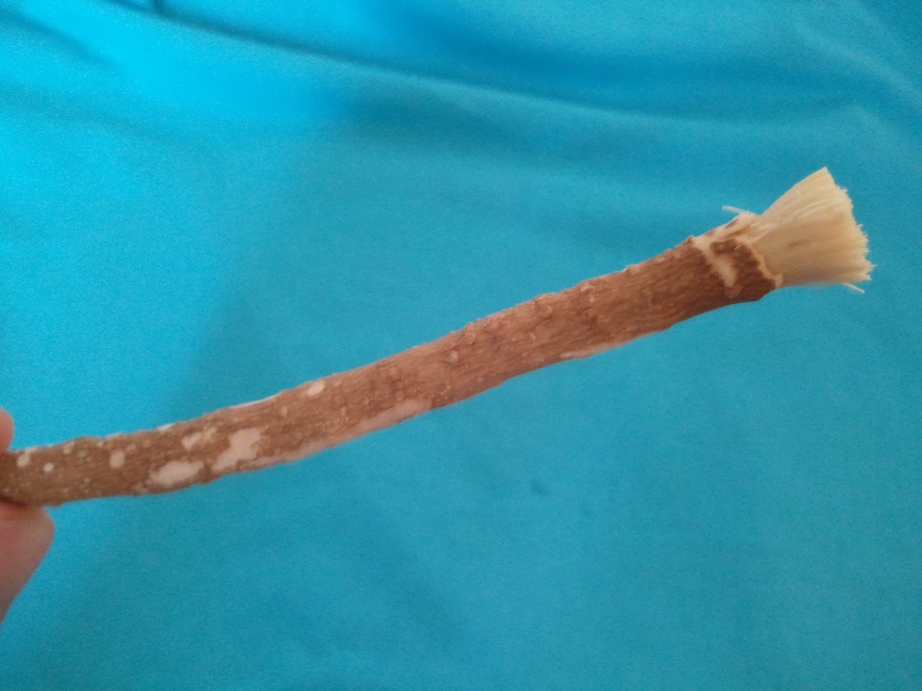

A miswak pálcikát szájüreg- és fogtisztító eszközként használják, általában iszlám területeken, főleg a Közel-Keleten. A Salvadora persica fa ágából vagy gyökeréből készítik.

## Története
Története egészen az iszlám kezdetéig nyúlik vissza, sőt állítólag már a babiloniak is használták. Később a Görög- és a Római Birodalom-szerte, valamint az ókori egyiptomiak körében is elterjedt a használata. A muszlimok gyakran említik, hogy Mohamed próféta is ajánlotta használatát.

## Használata
Manapság Afrikában, Dél-Amerikában, de főleg Ázsiában és különösen a Közel-Keleten használják, főleg egészségügyi okokból, a szájüreg és a fogak tisztán tartására, de vallási és társadalmi okokból is fontos.
A miswak körülbelül 20 cm hosszú. Ha kiszárad, (rózsa)vízbe kell áztatni, hogy a vége megpuhuljon. A végét használat előtt általában visszavágják. A miswakkivonatból készítenek fogkrémet is, melyet forgalmaznak a Közel-Keleten, Dél-Ázsiában, Délkelet Eurázsiában és Észak-Amerikában is.

## Tudományos kutatások
Egy 2003-as tudományos vizsgálat – melyben a miswak és a hagyományos fogkefe használatának hatásait hasonlították össze – egyértelműen azok javára döntött, akik a miswakot használták (feltéve, hogy a felhasználók megfelelő instrukciókat kaptak). Az Egészségügyi Világszervezet (WHO) már 1986-ban javasolta a miswak használatát. 2000-ben egy nemzetközi konszenzus szájhigiéniai jelentése arra az eredményre jutott, hogy további kutatásokra van szükség a miswak hatásának dokumentálásához.